# Zito Luvumbo
Zito André Sebastião Luvumbo, né le 9 mars 2002 à Luanda, est un footballeur angolais qui joue pour le Cagliari Calcio au poste d'ailier.

## Carrière

### En club
Luvumbo commence sa carrière avec le Primeiro de Agosto et a notamment fait un essai avec l'académie du club anglais de Manchester United en février 2019,. Il était également annoncé en partance pour leur rivaux de Premier League du West Ham United, ou encore le LOSC et le Boavista FC,.
C'est finalement le club de Serie A de Cagliari qu'il rejoint en septembre 2020. Après une saison où il s'illustre en équipes de jeunes, il est prêté au Como 1907 qui évolue en Serie B pour la saison 2021-22.

### En sélection nationale
Luvumbo a joué pour les moins de 17 ans de l'Angola et a été appelé pour la première fois dans l'équipe senior en août 2019.
En septembre 2019, il fait ses débuts avec l'équipe nationale de football d'Angola lors de la victoire 1 à 0 à l'extérieur contre la Gambie. En décembre 2023, il est retenu dans la liste des vingt-sept joueurs angolais sélectionnés par Pedro Gonçalves pour disputer la Coupe d'Afrique des nations 2023.